# 중화 김씨
중화 김씨(中和金氏)는 평안남도 중화군을 본관으로 하는 한국의 성씨이다.
시조 김철(金哲)은 신라 왕실의 후손으로 전해진다.

## 참고 자료
- “제주김씨(濟州金氏)”. 뿌리를 찾아서.[깨진 링크(과거 내용 찾기)]